# Manfred Steinbach
Manfred Steinbach (Szprotawa, 18 agosto 1933) è un ex lunghista e velocista tedesco.

## Biografia
Partecipò ai Giochi olimpici di Melbourne 1956 con la Squadra Unificata Tedesca gareggiando nei 100 metri piani, ma fu eliminato nelle batterie. Quattro anni dopo, a Roma 1960, giunse quarto nel salto in lungo con la misura di 8,00 m, suo primato personale. In precedenza, nel luglio dello stesso anno, aveva saltato 8,14 m, un centimetro meglio del record mondiale di Jesse Owens del 1935, ma il primato non fu omologato a causa della mancata misurazione del vento. Gli fu, invece, riconosciuto un altro record del mondo con la staffetta 4×100 m, stabilito nel 1958 in 39"5 con i connazionali Martin Lauer, Heinz Fütterer e Manfred Germar.

## Palmarès
| Anno | Manifestazione  | Sede      | Evento         | Risultato | Prestazione | Note  |
| ---- | --------------- | --------- | -------------- | --------- | ----------- | ----- |
| 1956 | Giochi olimpici | Melbourne | 100 m piani    | Batteria  | 10"8        | [ 3 ] |
| 1960 | Giochi olimpici | Roma      | Salto in lungo | 4º        | 8,00 m      | [ 4 ] |